# Becadell de Swinhoe
El becadell de Swinhoe (Gallinago megala) és un ocell limícola de la família dels escolopàcids (Scolopacidae) amb l'aspecte típic dels membres del seu gènere. No se n'han descrit subespècies.

## Identificació
Una mica major que el becadell comú, amb una llargària de 27-29 cm, envergadura de 38-44 i 120 g de pes. Colors típics del gènere, amb plomatge negre, marró, beix i blanc, resulta molt difícil de distingir a la natura d'altres com el becadell de Latham i el siberià.

## Hàbitat i distribució
Durant l'etapa de reproducció habita clars del bosc i prats de Mongòlia i Sibèria Central i Meridional. Després es desplaça fins aiguamolls i camps d'arròs de l'est i sud de l'Índia, Sri Lanka, Xina sud-oriental, Sud-est asiàtic i Nova Guinea arribant també l'est de la Xina i Japó.

## Alimentació
S'alimenta principalment de petits invertebrats com ara cucs, mol·luscs i insectes.